# WirelessHD
WirelessHD，由產業團體制定的規格，用於消費性電子產品間進行無線高畫質影片傳輸的數位電路介面。主要參與的企業團體有博通、英特爾、LG、松下電器、日本電氣、三星、SiBeam、索尼、飛利浦與Toshiba。它使用60 GHz極高頻頻段中的7 GHz頻道，傳輸能力相當於無線的HDMI。最早於2008年1月時提出1.0版，理論極限值為25 Gbps，實際可達到4 Gbps傳輸率。2010年5月提出1.1版，將理論極限值擴展到28 Gbps。